# Mongaillardia callitoca
Mongaillardia callitoca är en kvalsterart som beskrevs av Grandjean 1961. Mongaillardia callitoca ingår i släktet Mongaillardia och familjen Amerobelbidae. Inga underarter finns listade i Catalogue of Life.